# Big Bad Wolf (песня In This Moment)
«Big Bad Wolf» — песня американской группы In This Moment, второй сингл из пятого альбома Black Widow.

## О песне
Песня была выложена в интернет 12 октября 2014 года и выпущена в цифровом варианте 21 октября 2014. Песня появилась как сторона «Б» сингла Sick Like Me.
Режиссёрами клипа стали Роберт Клэй и Мария Бринк, премьера на YouTube состоялась 20 ноября 2014 года. В комментариях к видео Мария сказала: «Это один из моих любимых клипов, что мы когда-либо делали, это просто супер. Я буду рада показать людям этот клип. Я думаю, что в глубине моей души есть другая частичка меня, и мои „blood-girls“ играют роли оборотней, примеряя маски, которые они только что получили. Вы должны увидеть это. Если я описываю его старомодно, то Вы можете убедиться, что это не так. Это почти как страшилка в прохладном художественном пути.»

## Список композиций
1. «Sick Like Me» — 5:00
2. «Big Bad Wolf» — 5:10